# Brukev řepák
Brukev řepák (Brassica rapa) je rostlina z čeledi brukvovitých, pěstovaná jako zelenina nebo jako olejnodárná rostlina. Kulovité bulvy vodnice se konzumují jako zelenina nebo slouží jako krmivo pro dobytek, semena řepáku olejného obsahují velké množství oleje.
Brukev řepák je nenáročná a pěstuje se i v chladnějších oblastech.

## Historie
Původ brukve řepáku, a to jak geografický, tak i všech jeho přežívajících divokých příbuzných, je obtížné určit, protože byl člověkem vyšlechtěn do mnoha druhů zeleniny. Dnes se vyskytuje ve většině částí světa. Studium genetických sekvencí z více než 400 domestikovaných a divokých jedinců brukve řepáku spolu s modelováním prostředí poskytlo více informací o složité historii této rostliny. Získané poznatky naznačují, že prapředek brukve řepáku pravděpodobně vznikl před 4000 až 6000 lety v oblasti Hindúkuše ve Střední Asii a měl tři sady chromozomů. To poskytlo genetický potenciál pro rozmanitost tvaru, chuti a růstových nároků.

## Využití
Květy brukve řepáku se živí mnoho motýlů, kteří tuto rostlinu zároveň opylují.
Mladé listy jsou považovány za vynikající listovou zeleninu a mohou se jíst syrové. Starší listy jsou lepší vařené. Kořen a semena lze jíst také syrové, ovšem obsahují olej, který může u některých lidí vyvolat podráždění.

## Synonyma
- Brassica campestris